# نعیم‌آباد (پاسارگاد)
نعیم‌آباد (مرکز دهستان سرپنیران،شهرستان پاسارگاد)، روستایی از توابع بخش مرکزی شهرستان پاسارگاد در استان فارس ایران است.

## جمعیت
این روستا در دهستان سرپنیران قرار دارد و براساس سرشماری مرکز آمار ایران در سال ۱۳۸۵، جمعیت آن ۵۳۲ نفر (۱۳۰خانوار) بوده‌است که اکثر مردمان این روستا به شهرهای شیراز،،مرودشت سعادت‌شهر و... مهاجرت کرده اند. زبان مردم این روستا فارسی و اکثریت اهالی ۹۸ درصد روستا از طایفه میشمست می باشند.
نعیم آباد مرکز دهستان سرپنیران است که حدود ۱۶ روستا تحت حوزه نفوذ دارد.
این روستا دارای دهیاری میباشد که دهیاری آن در سال ۱۳۸۳ تأسیس شده ،هم‌اکنون آقای رحمت اله مهرآور بیش از ۱۲ سال دهیار این روستا میباشد.
شغل مردمان این روستا دامداری،کشاورزی و کامیونداری میباشد.
نام خانوادگی اهالی این روستا:
مهرآور،شادکام،سیفی،علیزاده،بهرامی و... می باشد.